# بروق متفرع
سريش خنثى أو البروَق المتفرع أو برواق أو سريش أو اشراس أو خنثى أو براق (باللاتينية: Asphodelus ramosus) هو نوع نباتي يتبع جنس البروَق من الفصيلة البروَقية.

## الموئل والانتشار
موطنه حوض البحر الأبيض المتوسط من بلاد الشام إلى مصر والمغرب العربي وتركيا وجنوب أوروبا.

## الوصف النباتي
هو نبات عشبي له ساق شمراخية تغطيها أوراق متتابعة لحمية النسيج،
دقيقة النصل، مستطيلة، أزهاره عنقودية التجمع هامية الارتكاز، سداسية
التركيب والتقسيم وشكلها جميل بهي.

## الفوائد الاقتصادية
يزرع هذا النبات للزينة وتستعمل درناته في العلاج الطبي الشعبي إذ
تحتوي درناته على الأسفودلين والراتنج والاسفوديلوزيد و
السكروز ويستعمل كمنظف ومطري، يشفي بعض الأمراض الجلدية، كما
يستعمل اللب في صناعة مستحضرات التجميل وأدوية السعال.